# شيرين أكتر شيلا
شيرين أكتر شيلا حاملة لقب وممثلة مسابقة ملكة جمال بنجلادش والتي توجت ملكة جمال الكون في بنغلاديش 2019. وهي طالبة دراسات عليا في السنة الثالثة في قسم الفيزياء بجامعة دكا. تم اختيار شيرين أختر شيلا لتكون «ملكة جمال الكون بنغلاديش». في قاعة Navratri بمركز Bashundhara الدولي للمؤتمرات مع الإعلان عن اسمها، وضعت ملكة جمال الكون والممثلة الهندية سوشميتا سين التاج على رأسها 